# Lambert Josten
Lambert Josten war Oberbürgermeister von Düsseldorf.

## Leben
Josten war Erster Beigeordneter sowie Justizrat und wurde am 19. Juli 1820 zum kommissarischen Oberbürgermeister von Düsseldorf ernannt. Am 2. Juli 1822 folgte ihm Joseph Molitor.